# Fully
Ne doit pas être confondu avec Full ou Fuller.
Fully (/fyi/ ou /fyji/) est une commune suisse du canton du Valais située dans le district de Martigny.

## Géographie

### Situation

Photo aérienne (1949).

Fully est située dans la vallée du Rhône, sur la rive droite du Rhône, entre Martigny et Saillon.
Le territoire de Fully s'étend sur 37,79 km2. Lors du relevé de 2013-2018, les surfaces d'habitations et d'infrastructures représentaient 8,0 % de sa superficie, les surfaces agricoles 28,7 %, les surfaces boisées 29,8 % et les surfaces improductives 33,6 %.

### Sites naturels
Le hameau de Branson, site viticole ancien, fait partie de l'Inventaire fédéral des sites construits d'importance nationale à protéger en Suisse.
La réserve naturelle des Follatères, située dans le coude du Rhône, offre un climat particulier, à l'interface entre climat continental et climat lémanique. On peut ainsi y observer de nombreuses espèces animales et végétales rares,.
En 2008, une île artificielle est créée sur le canal de Fully-Saillon, à Branson, dans le cadre de la construction du nouveau pont sur le Rhône, afin de restituer l'aspect de la plaine avant l'endiguement du Rhône.
La montagne du Grand Chavalard, dite "montagne des fulliérains" domine Fully entourée des cabanes de montagne de Sorniot, du Fénestral et du Demècre. De nombreuses randonnées sont proposées, dont le mythique tour des Muverans.

### La châtaigneraie
Cette section ne s'appuie pas, ou pas assez, sur des sources secondaires ou tertiaires indépendantes du sujet. Le texte peut contenir des analyses inexactes ou inédites de sources primaires.
Pour l'améliorer, ajoutez-en, ou placez des modèles {{Source secondaire souhaitée}} ou {{Source secondaire nécessaire}} sur les passages mal sourcés. (septembre 2022)
Fully possède également une châtaigneraie. Les premiers châtaigniers de Fully auraient été plantés vers l'an 1200 de notre ère. À une certaine époque, la forêt aurait dépassé 50 hectares. Avant l'assainissement de la plaine du Rhône, cet arbre nourricier était considéré comme indispensable à la survie des populations locales. Chaque famille possédait quelques arbres entretenus avec soin par la taille et la greffe.
Progressivement, la vigne devenue bien plus rentable, a remplacé les châtaigniers. Plusieurs selves ont toutefois subsisté jusqu'à aujourd'hui, comme au-dessus des villages de Branson et de La Fontaine. La plus grande forêt, celle située au-dessus du village principal de Vers-l’Eglise, compte plus de 1 000 arbres et s'étend sur près de 17 hectares.
Depuis sa mise sous protection, la forêt de châtaigniers fait l'objet de soins particuliers. Ouverte à tous, la récolte des châtaignes est ouverte au public, réservée à la consommation privée.
La châtaigneraie de Fully appartient à la Bourgeoisie, elle est publique. Elle abrite un sentier didactique, un parcours vita, une piste finlandaise mais aussi le Couvert de la châtaigneraie.

## Toponymie
Le nom de la commune, qui se prononce /fyi/ ou /fyji/, signifie probablement domaine du clan de Fullius, avec comme base le nom de personne latin Ful(l)ius et le suffixe celtique -akos/-acum.
Sa première occurrence écrite date du XIe siècle, sous la forme Fuliaco.
Son ancien nom allemand est Füllien.

Michel Carron, pour sa part, explique dans son livre Bienvenue à Fully :
« Comme beaucoup de toponymes, le nom de Fully décrit une caractéristique de la région. Dans notre cas, il se rapporte au caractère frappant du coteau situé entre Dorénaz et Mazembroz avant sa transformation en vignoble : le coteau des feuillus. On retrouve ce nom sous diverses orthographes : Foyé, Folyé, Feuilli, Plan Foyi, Nant des Follys, La Fouly, etc., pour ne citer que des noms en Valais. [...] Les Follatères, en patois "feuillatayres" désigne également le caractère feuillu de l'endroit tout comme Fullatire ou Follyatire à Grimentz. »

## Histoire
Fully était déjà habité dans les temps très reculés. Les vestiges et tombeaux retrouvés à Branson, Mazembroz, Chiboz, etc. sont là pour le prouver. Par exemple, on a découvert des vestiges datant du néolithique au lieu-dit Sex-rouge (1 100 m), au fond du village de Chiboz.
L'éperon rocheux des Follatères revêtait une importance stratégique pour les Romains qui y avaient installé un poste militaire.
Quelques siècles plus tard, Fully, de même que Riddes et Leytron, fait partie de la châtellenie de Saillon (elle-même dépendante du Comté de Savoie). Dès 1475, la salterie de Branson fut rattachée au gouvernement de Saint-Maurice, à la suite de la conquête du Bas-Valais par les Haut-Valaisans. Les familles seigneuriales se succédèrent et ce, jusqu'en 1602. Durant cette période, la vie fulliéraine fut des plus dures. La commune ployait sous les redevances et devait, en plus, supporter les catastrophes naturelles : ravines, inondations et le choléra.

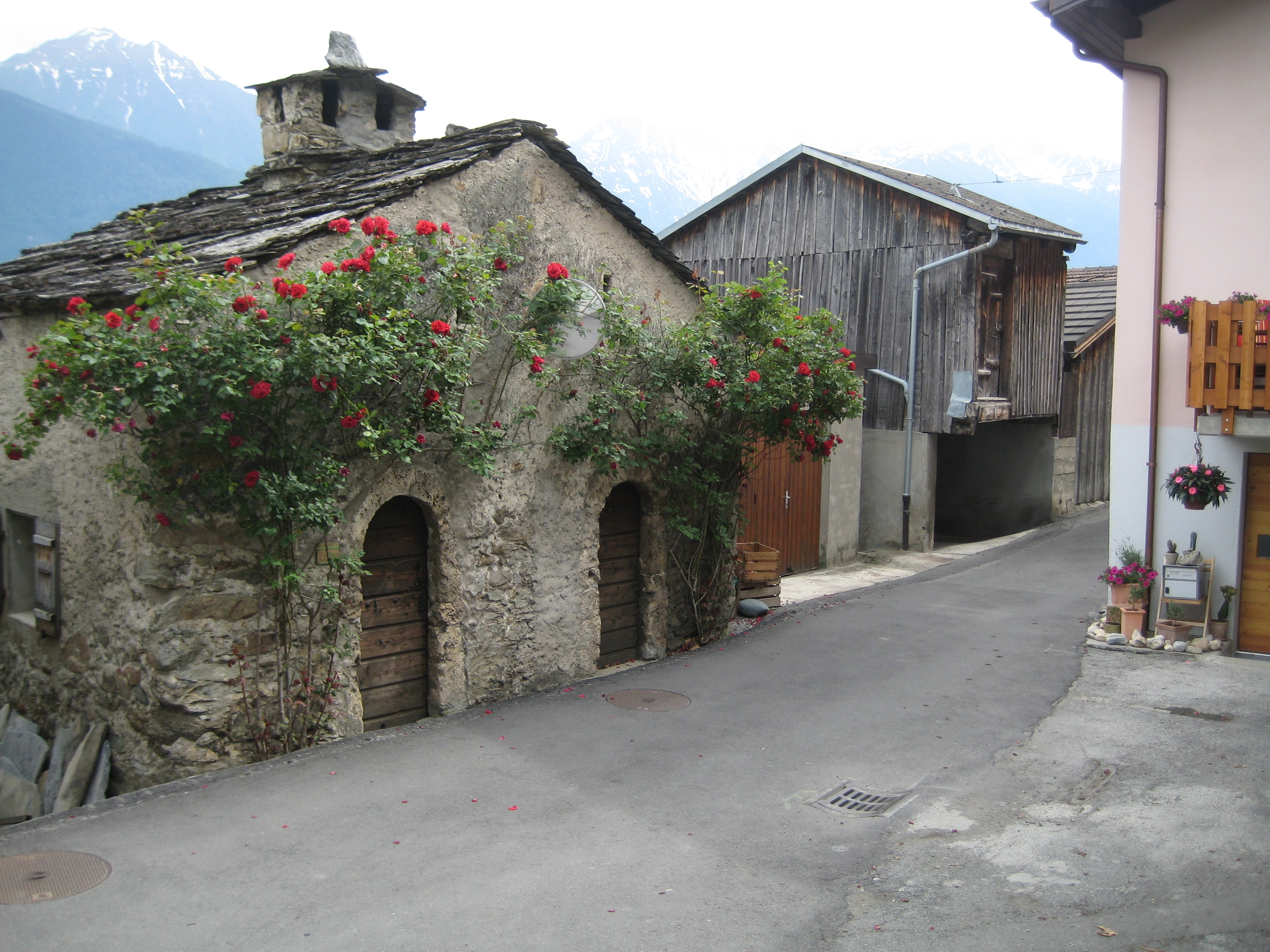
Branson.

En 1798, se dessine un désir de renouveau et de progrès. Les premières écoles se fondent. On pratique également les premiers recensements permettant de connaitre les noms des villages et hameaux : Fully, Mazembroz, Saxé, Châtaignier, Branson, Randonnaz, Beudon, Larzettes, Buitonnaz, Chiboz, Planuit, Euloz, Tassonière, La Forêt, La Fontaine et Mayens-Loton.
Le XIXe siècle fut marqué par les évènements politiques (Mouvement de la Jeune Suisse) et l'endiguement du Rhône. Pour celui-ci, Fully s'est vu attribuer plus de six kilomètres de douves à construire, ce qu'elle fit de 1862 à 1879. Durant cette période, Fully connut également deux très importantes inondations : en 1871 et 1897.
C'est d'ailleurs à cette époque (1867 exactement) que la population de Branson affronte une épidémie de choléra. Une religieuse, sœur Louise Bron, soigne les malades en y laissant sa vie. En sa mémoire, le foyer pour personnes âgées porte aujourd'hui son nom.
En 1914, la commune voit la mise en service de l'usine hydroélectrique de Verdan alimentée par le barrage de Fully situé sur le lac supérieur. Avec une conduite forcée offrant un dénivelé de 1 643 m, c'est la plus haute chute du monde.
1917 représente une date historique pour les communes de Saillon et de Fully : 400 hectares de marais sont rendus à la culture. À partir de 1921, les producteurs passent au mode de cultures intensives dans la plaine, qui devient bientôt un important jardin fruitier et maraîcher.

## Politique

### Conseil communal
Le Conseil communal de Fully est composé de 7 membres. Depuis les élections du 13 octobre 2024, le poste de présidence est occupé par Caroline Ançay-Roduit (Le Centre) qui siège aux côtés de Bashkim Ajeti (Le Centre), Emmanuel Carron-Thétaz (Le Centre), Géraldine Granges Guenot (vice-présidente / UDC), Christian Carron-Roduit (PLR), Milko Pravato-Maret (PLR) et Anouk Dorsaz-Vielle (MISE),.

### Conseil général
Fully est une des rares communes valaisannes dotées d'un Conseil général (législatif). Composé de 45 sièges, le Conseil général se réunit au moins deux fois par an,,.

Composition législature 2024-2028

Durant la législature 2024-2028, il est composé de 16 élus du Centre, de 13 élus du PLR, de 9 élus du MISE et de 7 élus de l'UDC.

## Population et société

### Gentilé et surnom
Les habitants de la commune se nomment les Fulliérains,,, Fullyérains, Fulliériens (fém. : Fulliérintses) ou Fullerains. Ils sont surnommés les Goitreux.
Les habitants de la localité de Buitonnaz se nomment les Buitonnards.

### Démographie

#### Évolution de la population
La commune compte 9 160 habitants au 31 décembre 2023 pour une densité de population de 242 hab/km2. Sur la période 2010-2023, sa population a augmenté de 19,2 % (canton : 17,0 % ; Suisse : 9,4 %).  

#### Pyramide des âges
En 2023, le taux de personnes de moins de 30 ans s'élève à 32,8 %, au-dessus de la valeur cantonale (31 %). Le taux de personnes de plus de 60 ans est quant à lui de 24,5 %, alors qu'il est de 27,5 % au niveau cantonal.
La même année, la commune compte 4 546 hommes pour 4 614 femmes, soit un taux de 49,6 % d'hommes, inférieur à celui du canton (49,9 %).
| Hommes | Classe d’âge | Femmes |
| ------ | ------------ | ------ |
| 0,7    | 90 ans ou +  | 0,9    |
| 6,7    | 75 à 89 ans  | 7,8    |
| 15,6   | 60 à 74 ans  | 17,3   |
| 21,1   | 45 à 59 ans  | 21,9   |
| 21,4   | 30 à 44 ans  | 21,0   |
| 18,3   | 15 à 29 ans  | 16,0   |
| 16,1   | - de 14 ans  | 15,2   |

| Hommes | Classe d’âge | Femmes |
| ------ | ------------ | ------ |
| 0,6    | 90 ans ou +  | 1,3    |
| 8,0    | 75 à 89 ans  | 10,1   |
| 17,1   | 60 à 74 ans  | 17,9   |
| 21,0   | 45 à 59 ans  | 20,7   |
| 21,3   | 30 à 44 ans  | 20,1   |
| 17,3   | 15 à 29 ans  | 16,0   |
| 14,7   | - de 14 ans  | 14,0   |

#### Noms de famille
| Rang | Nom de famille | Nombre | Part   |
| ---- | -------------- | ------ | ------ |
| 1    | Carron         | 406    | 4,53 % |
| 2    | Roduit         | 323    | 3,6 %  |
| 3    | Dorsaz         | 231    | 2,58 % |
| 4    | Bender         | 167    | 1,86 % |
| 5    | Bruchez        | 136    | 1,52 % |

### Éducation
29,1 % de la population a terminé l'enseignement secondaire supérieur non-obligatoire, et 492 ou (8,8 %) ont terminé l'enseignement supérieur supplémentaire (l'université ou une haute école). Parmi les 492 qui ont terminé l'enseignement tertiaire, 58,3 % étaient des hommes suisses, 31,5 % étaient des femmes suisses, 5,9 % étaient des hommes non-suisses et 4,3 % étaient des femmes non-suisses.
En 2000, il y avait huit étudiants à Fully venus d'une autre municipalité, tandis que 470 habitants fréquentaient des écoles en dehors de la municipalité.

### Religion
Lors du recensement de 2000, 85,3 % des habitants se déclarent catholiques romains. 3,7 % appartiennent à l'Église réformée suisse. Parmi le reste de la population, on compte 0,52 % d'orthodoxes, 0,89 % membre d'une autre église chrétienne et 3,01 % de  musulmans. 2 personnes bouddhistes, 2 personnes hindouistes et 6 personnes appartenant à une autre confession. 3,01 % de la population se déclare agnostique ou athée, et 3,81 % ne se prononce pas.

### Sociétés locales
- VBC Fully

### Sociétés folkloriques
- Le patois de Fully est soutenu par l'association Li Brëjoyoeü qui représente chaque année un théâtre en patois en plus des activités de la chorale des patoisants[36].
- Le groupe folklorique Li Rondeniâ pratique la musique et la danse traditionnelles fulliéraines. Le nom vient du village disparu de Randonne[37].

## Économie
En 2010, le taux de chômage de Fully était de 5,9 %. En 2008, il y avait 741 personnes employées dans le secteur primaire et environ 200 entreprises impliquées dans ce secteur. 366 personnes étaient employées dans le secteur secondaire et il y avait 54 entreprises dans ce secteur. 812 personnes étaient employées dans le secteur tertiaire, avec 150 entreprises dans ce secteur. 2 695 résidents de la municipalité ont été employés dans une certaine mesure, les femmes représentant 42,2 % de la population active.
En 2008, le nombre total d'emplois équivalents temps plein était de 1 400. Le nombre d'emplois dans le secteur primaire était de 431, dont 427 étaient dans l'agriculture et 4 étaient en foresterie ou en bois production. Le nombre d'emplois dans le secteur secondaire était de 341, dont 53 ou (15,5 %) étaient dans la fabrication et 288 (84,5 %) étaient dans la construction. Le nombre d'emplois dans le secteur tertiaire était de 628. Dans le secteur tertiaire, 232 ou 36,9 % étaient des ventes en gros ou au détail ou dans la réparation de véhicules automobiles, 37 ou 5,9 % étaient dans le mouvement et l'entreposage de marchandises, 73 ou 11,6 % étaient dans un hôtel ou un restaurant, 5 ou 0,8 % étaient dans l'industrie de l'information, 24 ou 3,8 % étaient dans l'assurance ou les finances, 49 ou 7,8 % étaient des professionnels techniques ou scientifiques, 42 ou 6,7 % dans l'éducation et 89 ou 14,2 % étaient dans les soins de santé.
En 2000, il y avait 279 travailleurs qui se rendaient dans la commune et 1 548 travailleurs qui se rendaient là. La municipalité est un exportateur net de travailleurs, avec environ 5,5 travailleurs qui quittent la commune pour chaque entrée. 9,5 % utilisaient les transports en commun pour se rendre au travail, et 71,4 % ont utilisé une voiture privée.

### La pêche
Soutenue par l'amicale des pêcheurs depuis quelques années, la gestion piscicole des lacs inférieur et supérieur de Fully porte ses fruits : truites arc-en-ciel, Fario, Cristivomer abondent dans ces eaux réputées pour la pêche à la mouche.

## Culture et patrimoine

### Église Saint-Symphorien

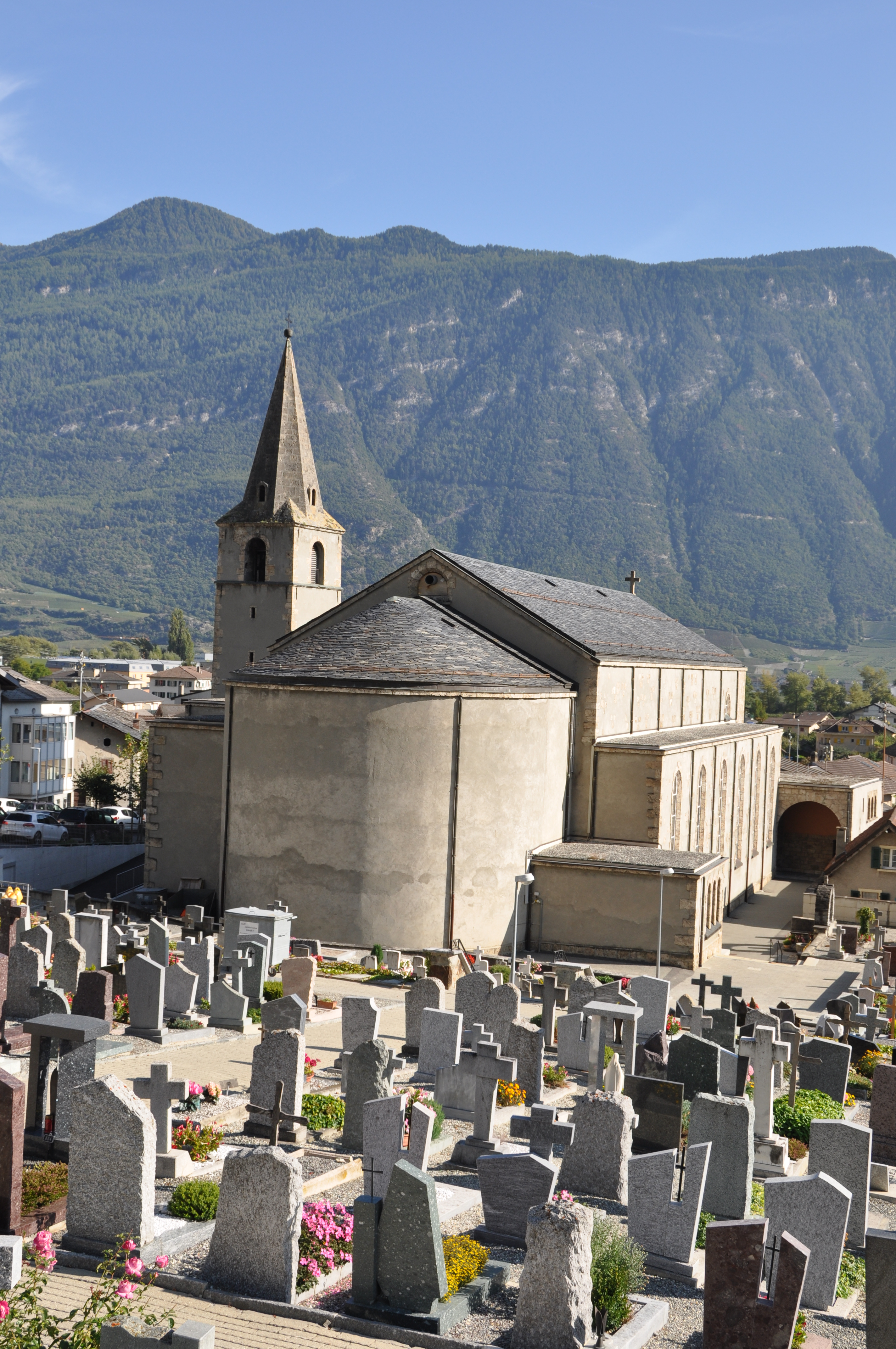
Église St-Symphorien de Fully

Plus grande église du diocèse de Sion, l'église dédiée à Saint-Symphorien date de 1935. Dans le chœur, une grande fresque retraçant la vie du martyr d'Autun a été peinte par Paul Monnier, Albert Chavaz, Edmond Bille, et Joseph Gautschi. Du tuf recouvre les façades extérieures. Le clocher, quant à lui, date de 1747.
L'église contient des reliques du saint patron de la paroisse vénérées lors de la fête paroissiale, dimanche suivant le 22 août.

### Événements
Pendant le mois d'octobre se tient à Fully la fête de la châtaigne, fête dont le thème central est la châtaigne, « fruit » (plus précisément graine de la bogue) emblématique de Fully. Durant ces deux jours de festivités, il est possible de déguster des mets typiques.
Des encaveurs y produisent la petite arvine, une spécialité locale, mise en valeur en particulier lors de la manifestation « Fully, Arvine en capitale », organisée tous les deux ans, qui regroupe 23 vignerons-éleveurs de la commune produisant du vin de qualité répondant à des critères édictés sous forme d'un règlement officiel.
Des événements sportifs se déroulent aussi à Fully. Il y a notamment la course à pied Fully-Sorniot ainsi que le kilomètre vertical.

### Personnalités liées à la commune
- Edimilson Fernandes, footballeur professionnel, international suisse.
- Nuit Incolore, de son vrai nom Théo Marclay, chanteur compositeur interprète.

### Héraldique
| Blason | Blasonnement : « Coupé de gueules à deux grappes de raisin d'or, les tiges de sinople croisées et d'azur à une église d'or ouverte de sable et flanquée d'un clocher à senestre. » |

Les armoiries de Fully sont officialisées en 1940. Elles sont tirées d'une mosaïque sur un tympan de l'église de Fully de 1934.

### Fonds d'archives
- Fonds : Fully, Commune (1283-20e siècle) [53,30 mètres].  Cote : CH AEV, AC Fully. Sion : Archives de l'État du Valais (présentation en ligne).